# Шевцов Руслан Ігорович
Руслан Ігорович Шевцов (нар. 18 травня 1986, Полтава) — український волейболіст, догравальник, гравець і капітан «Дніпра».

## Життєпис
Народився 18 травня 1986 року в м. Полтаві.
Починав грати в Полтаві (перша тренерка — Ірина Яківна Юрченко).
Закінчив Дніпропетровський інститут фізкультури (нині — Придніпровська державна академія фізичної культури і спорту).
Під час спортивної кар'єри був гравцем дніпропетровських «Дніпра-Динамо» (2002—2008) і «Локомотиву», красноперекопської «Кримсоди» (2008—2011), московського МДТУ (2012—2013), казахстанських «Конденсату» (2013—2014) та «Алмати» (2014—2015), катарських «Аль Шамалу» (2015—2016) та «Аль Раяну» (2017—2018), єгипетського «Аль Аглі» (Каїр, 2016—2017), індонезійської «Джакарти» (2017—2018), грецького «Комотіні» (2018—2019), ВК «Решетилівка» (2019—2020), болгарського «Локомотиву» (2020—2021). У травні 2021 поповнив лави ВК «Дніпро» з однойменного міста.